# Union mondiale des villes olympiques
L'Union mondiale des villes olympiques (UMVO) est une association à but non lucratif placée sous le contrôle du Code civil suisse. Son siège est basé à Lausanne, capitale olympique et siège du siège du Comité international olympique (CIO).
Elle a été créée en 2002 par la ville d'Athènes, hôte des Iers et XXVIIIe Olympiades et la Ville de Lausanne, Capitale olympique.
L'UMVO a pour mission, « de faciliter et maintenir un dialogue entre les villes ayant ou étant sur le point d’héberger les Jeux olympiques, ce afin de garantir un impact positif des Jeux ainsi que le partage efficient des échanges entre villes du monde entier ».
L'association organise une rencontre annuelle entre les villes hôtes, passées comme futures en vue d’assurer un impact positif des Jeux à long terme. Elle organise également une conférence « Smart Cities & Sport Summit » destinée à tous les représentants des villes, régions et pays intéressés dans les stratégies conciliant sport et milieu urbain.

## Villes membres
| \| Albertville · Amsterdam · Anvers · Athènes · Atlanta · Barcelone · Pékin · Buenos Aires · Calgary · Gangneung · Innsbruck · Lake Placid · Lausanne · Londres · Los Angeles · Mexico · Montréal · Moscou · Munich · Nankin · Paris · Pyeongchang · Qingdao · Qinhuangdao · Québec · Reno · Richmond · Rio de Janeiro · Sapporo · Sarajevo · Singapour · Sotchi · Saint-Louis · Saint-Moritz · Stockholm · Tokyo · Busan · Denver · Rotterdam \| Villes membres dans le monde en 2016 |
| Albertville · Amsterdam · Anvers · Athènes · Atlanta · Barcelone · Pékin · Buenos Aires · Calgary · Gangneung · Innsbruck · Lake Placid · Lausanne · Londres · Los Angeles · Mexico · Montréal · Moscou · Munich · Nankin · Paris · Pyeongchang · Qingdao · Qinhuangdao · Québec · Reno · Richmond · Rio de Janeiro · Sapporo · Sarajevo · Singapour · Sotchi · Saint-Louis · Saint-Moritz · Stockholm · Tokyo · Busan · Denver · Rotterdam                                            |

Selon les statuts, toute ville ayant déjà organisé ou désignée organisatrice des Jeux olympiques ou des Jeux olympiques de la jeunesse peut être admise en qualité de membres actifs.
Les villes ayant accueilli une ou plusieurs épreuves, comme Pékin, Qingdao et Qinhuangdao, sont également éligibles pour les Jeux olympiques d'été de 2008.
En 2016, 39 villes sont membres de l’union. En 2025, ils sont 49.
Membres actifs
- Amsterdam,  Pays-Bas - JO 1928
- Anvers,  Belgique - JO 1920
- Athènes,  Grèce - JO 1896, JO 2004
- Atlanta,  États-Unis - JO 1996
- Berlin,  Allemagne - JO 1936
- Brisbane,  Australie - JO 2032
- Buenos Aires,  Argentine - JOJ 2018
- Chamonix,  France - JOh 1924
- Chamrousse,  France - JOh 1968
- Dakar,  Sénégal - JOJ 2026
- Gangneung,  Corée du Sud - JOh 2018, JOJh 2024
- Gold Coast,  Australie - JO 2032
- Innsbruck,  Autriche - JOh 1964, JOh 1976, JOJh 2012
- Jeongseon,  Corée du Sud - JOh 2018, JOJh 2024
- Lake Placid,  États-Unis - JOh 1932, JOh 1980
- Lausanne,  Suisse - Siège du CIO, JOJh 2020
- Londres,  Royaume-Uni - JO 1908, JO 1948, JO 2012
- Los Angeles,  États-Unis - JO 1932, JO 1984, JO 2028
- Mexico,  Mexique - JO 1968
- Montréal,  Canada - JO 1976
- Moscou,  Russie - JO 1980 (suspendu)
- Munich,  Allemagne - JO 1972
- Nagano,  Japon - JOh 1998
- Nankin,  Chine - JOJ 2014
- Paris,  France - JO 1900, JO 1924, JO 2024
- Pékin,  Chine - JO 2008, JOh 2022
- Pyeongchang,  Corée du Sud - JOh 2018
- Qingdao,  Chine - JO 2008
- Qinhuangdao,  Chine - JO 2008
- Québec,  Canada - JO 1976
- Reno Tahoe,  États-Unis - JOh 1960
- Richmond,  Canada - JOh 2010
- Rio de Janeiro,  Brésil - JOh 2016
- Salt Lake City,  États-Unis - JOh 2002
- Sapporo,  Japon - JOh 1972
- Sarajevo,  Bosnie-Herzégovine - JOh 1984
- Séoul,  Corée du Sud - JOh 1988
- Singapour,  Singapour - JOJ 2010
- Sotchi,  Russie - JOh 2014 (suspendu)
- Saint-Louis,  États-Unis - JO 1904
- Saint-Moritz,  Suisse - JOh 1928, JOh 1948
- Stockholm,  Suède - JO 1912
- Sunshine Coast,  Australie - JO 2032
- Turin,  Italie - JOh 2006
- Tokyo,  Japon - JO 1964 - JO 2020
- Zhangjiakou,  Chine - JOh 2022

Membres associés
- Rotterdam,  Pays-Bas

## Sources
1. ↑  Que faisons-nous?
2. ↑  Union Mondiale des Villes Olympiques > Buts & Membres
3. ↑  Statuts
4. ↑  Liste des membres 2016